# Episodi di Cin cin (quarta stagione)
La quarta stagione della serie televisiva Cin cin è andata in onda negli USA dal 26 settembre 1985 al 15 maggio 1986 sul canale NBC.
Con una media di telespettatori stimati di 20 358 300 ha raggiunto il 5º posto nella classifica degli ascolti secondo il Nielsen Rating.
| nº | Titolo originale              | Titolo italiano                        | Prima TV USA      | Prima TV Italia |
| -- | ----------------------------- | -------------------------------------- | ----------------- | --------------- |
| 1  | Birth, Death, Love and Rice   | Il segno del Cielo                     | 26 settembre 1985 |                 |
| 2  | Woody Goes Belly Up           | Svegliati, Woody                       | 3 ottobre 1985    |                 |
| 3  | Someday My Prince Will Come   | Il principe azzurro                    | 17 ottobre 1985   |                 |
| 4  | The Groom Wore Clearasil      | Il gelato alla fiamma                  | 24 ottobre 1985   |                 |
| 5  | Diane's Nightmare             | Gli incubi di Diane                    | 31 ottobre 1985   |                 |
| 6  | I Will Gladly Pay You Tuesday | Come pagare un debito                  | 7 novembre 1985   |                 |
| 7  | 2 Good to Be 4 Real           | Troppo bello per essere vero           | 14 novembre 1985  |                 |
| 8  | Love Thy Neighbor             | Ama il vicino tuo                      | 21 novembre 1985  |                 |
| 9  | From Beer to Eternity         | Dalla birra all'eternità               | 28 novembre 1985  |                 |
| 10 | The Bar Stoolie               | Ritrovarsi in un bar                   | 5 dicembre 1985   |                 |
| 11 | Don Juan is Hell              | Un argomento di studio                 | 12 dicembre 1985  |                 |
| 12 | Fools and Their Money         | Anche gli ingenui vincono le scommesse | 19 dicembre 1985  |                 |
| 13 | Take My Shirt... Please?      | La maglia del campione                 | 9 gennaio 1986    |                 |
| 14 | Suspicion                     | Il dubbio                              | 16 gennaio 1986   |                 |
| 15 | The Triangle                  | Il triangolo                           | 23 gennaio 1986   |                 |
| 16 | Cliffie's Big Score           | Il grande momento di Cliff             | 30 gennaio 1986   |                 |
| 17 | Second Time Around            | Una cura per la depressione            | 6 febbraio 1986   |                 |
| 18 | The Peterson Principle        | L'etica di Norm                        | 13 febbraio 1986  |                 |
| 19 | Dark Imaginings               | Il viale del tramonto                  | 20 febbraio 1986  |                 |
| 20 | Save the Last Dance for Me    | Un ballo per me                        | 27 febbraio 1986  |                 |
| 21 | Fear is My Co-Pilot           | Scherzi della paura                    | 13 marzo 1986     |                 |
| 22 | Diane Chambers Day            | Penitenza                              | 20 marzo 1986     |                 |
| 23 | Relief Bartender              | Maestro di cerimonia                   | 27 marzo 1986     |                 |
| 24 | Strange Bedfellows, Part 1    | Strani compagni, Parte 1               | 1º maggio 1986    |                 |
| 25 | Strange Bedfellows, Part 2    | Strani compagni, Parte 2               | 8 maggio 1986     |                 |
| 26 | Strange Bedfellows, Part 3    | Strani compagni, Parte 3               | 15 maggio 1986    |                 |